# Anopheles willmorei
Anopheles willmorei este o specie de țânțari din genul Anopheles, descrisă de James în anul 1903.
Este endemică în Pakistan. Conform Catalogue of Life specia Anopheles willmorei nu are subspecii cunoscute.